# آربوویل (ویرجینیای غربی)
آربوویل (به انگلیسی: Arbovale) یک منطقهٔ مسکونی در ایالات متحده آمریکا است که در شهرستان پوکاهانتس، ویرجینیای غربی واقع شده است. آربوویل ۸۳۰٫۸۹ متر بالاتر از سطح دریا واقع شده است.